# Sébastien Souday
Pas d'image ? Cliquez ici
Sébastien Souday, né le 18 juin 1978, à Vernon est un pilote français de rallye-raid, de motocross et de quad.

## Palmarès

### Résultats au Rallye Dakar
| Année | Categorie | Marque            | Position      | Victoires d'etapes |
| ----- | --------- | ----------------- | ------------- | ------------------ |
| 2015  | Quad      |                   | Abd (étape 2) |                    |
| 2016  | Quad      |                   | Abd (étape 5) |                    |
| 2017  | Quad      |                   | Abd (étape 1) |                    |
| 2018  | Quad      |                   | Abd           |                    |
| 2019  | Quad      |                   | Abd           |                    |
| 2020  | Quad      |                   | 6e            |                    |
| 2022  | Quad      |                   | Abd (étape 8) |                    |
| 2023  | Quad      | Yamaha 700 Raptor |               |                    |

### Résultats au Championnat du monde
- Vice-Champion du monde en 2016

### Résultats au Championnat d'Europe
Champion d’Europe des Rally raid en quad 2018

### Résultats en rallye
- Vainqueur du Rallye de Sardaigne en 2016
- Vainqueur du Rallye du Maroc en 2016
- Vainqueur du Hellas Rally en 2016
- Vainqueur du Rallye de Sardaigne 2017
- Vainqueur du Hellas Rally en 2018
- Vainqueur du Transcarpatic Rally en 2018
- Vainqueur du Motorally di Sicilia en 2018
- Vainqueur de la panafrica 2019 au Maroc
- 6ème place au Dakar 2020 en Arabie saoudite
- Vainqueur de rally de l’Andalousie 2021